# Lima-Erklärung
Die Konvergenzerklärung über Taufe, Eucharistie und Amt oder kurz Lima-Erklärung bzw. Lima-Papier oder Lima-Text (engl. Baptism, Eucharist and Ministry / BEM) wurde von der Kommission für Glauben und Kirchenverfassung des Ökumenischen Rates der Kirchen (ÖRK) im Januar 1982 in Lima (Peru) verabschiedet. Sie behandelt in drei Kapiteln die Taufe, die Eucharistie und das Amt in den Kirchen und gilt als das am weitesten verbreitete und am intensivsten diskutierte Dokument der ökumenischen Bewegung.
Die Erklärung formuliert noch keinen Konsens, aber Konvergenzen, das heißt zunehmende Annäherungen im Verständnis der drei behandelten Themen. Sie basiert auf zwischenkirchlichen Gesprächen, die schon 1927 mit der ersten Weltkonferenz für Glauben und Kirchenverfassung begannen. Die Kommission für Glauben und Kirchenverfassung arbeitete seit 1964 an Vorstufen der Texte. 1974 wurde eine vorläufige Fassung veröffentlicht und anschließend in Plenar- und Kommissionssitzungen sowie einem von Max Thurian geleiteten Redaktionsausschuss weiter bearbeitet. Weil auch römisch-katholische Theologen in der Kommission für Glauben und Kirchenverfassung mitarbeiten, ist auch ihre Sicht in den Text eingeflossen.
Begleitend wurde auch eine eucharistische Liturgie, die so genannte Lima-Liturgie, erarbeitet. Sie wurde erstmals am 15. Januar 1982 und dann auch noch einmal im großen Rahmen auf der 6. ÖRK-Vollversammlung 1983 in Vancouver (Kanada) in Anwesenheit aller Konfessionen gefeiert. Die Lima-Liturgie gibt Kirchengemeinden, die das Abendmahl bewusst ökumenisch feiern wollen, eine konkrete Anleitung in die Hand.

## Inhalt

### Taufverständnis
Der BEM-Text betont einleitend die Verwurzelung der christlichen Taufe im Wirken von Jesus von Nazaret, in seinem Tod und seiner Auferstehung. Sie ist das Zeichen neuen Lebens durch Jesus Christus (B 1,2). Theologisch bedeutet sie die Teilhabe an Tod und Auferstehung Christi, eine Neuausrichtung der gesamten Persönlichkeit (Bekehrung), die Verheißung des Heiligen Geistes, die Eingliederung in die eine, heilige, katholische (d. h. weltumspannende) und apostolische Kirche (mit allen Implikationen, die daraus für die Überwindung der Trennung der Kirchen folgen) sowie einen zeichenhaften Hinweis auf das kommende Reich Gottes (B 3–7). Unbestritten anerkannt wird von allen Kirchen der unaufhebbare Zusammenhang von Taufe und individuellem Glauben: das schließt ein persönliches Wachsen im Glauben ein sowie das Bemühen um die Verwirklichung des Willens Gottes in allen Bereichen des Lebens (B 8–10).
Breiten Raum nimmt die Behandlung der Taufpraxis ein, die sich in den Kirchen unterschiedlich entwickelt hat (Kindertaufe/Gläubigentaufe). Deutlich und bewusst werden die Bedenken aus baptistischer Sicht gegen die Praxis der Kindertaufe aufgegriffen. Das Dokument ist sehr darum bemüht, die bestehenden Spannungen auszugleichen v. a. durch die Betonung der Notwendigkeit des persönlichen Wachstumsprozesses in der Folge der Taufe sowohl für Unmündige als auch für Erwachsene. Grundsätzlich bekräftigt wird die Unwiederholbarkeit der Taufe (also keine „Wieder-Taufe“). Alle Kirchen werden aufgefordert, die gegenseitige Anerkennung der Taufe – soweit nicht schon geschehen – ausdrücklich (bilateral) zu erklären sowie ihre eigene Taufpraxis selbstkritisch daraufhin zu überprüfen, ob sie mit dem Grundduktus dieses Dokuments übereinstimmt (B 11–16).
Bezüglich der Feier der Taufe wird festgehalten, dass sie mit Wasser im Namen des Vaters, des Sohnes und des Heiligen Geistes vollzogen wird, wobei die symbolische Dimension des Wassers betont hervorgehoben wird (Untertauchen). Es werden Elemente benannt, die mindestens in einer christlichen Tauffeier enthalten sein sollten, und auch die Bedenken von orthodoxer Seite festgehalten bezüglich der Vollständigkeit der christlichen Initiation (Firmung, Teilnahme am heiligen Abendmahl). Es wird dem Missverständnis entgegengetreten, christliche Taufe habe irgendetwas zu tun mit Gebräuchen in Verbindung mit der Namensgebung. Wegen des Bezugs der Taufe zum gemeinschaftlichen Leben der Gläubigen soll die Tauffeier normalerweise innerhalb eines öffentlichen Gottesdienstes erfolgen (B 17–23).

### Abendmahlsverständnis
Der BEM-Text sieht die Eucharistie als Danksagung oder „Lobopfer“ an Gott für sein vielfältiges Handeln (E 3f). Als „Anamnese“ bzw. „Memorial“ vergegenwärtigt sie das Geschenk Christi (E 4–13), als Anrufung des Heiligen Geistes gibt sie einen Vorgeschmack des Reiches Gottes (E 14–18). Jeder Christ wird durch die Teilhabe am Leib und Blut Christi sowohl in die Gemeinschaft mit Christus als auch mit der gesamten Kirche geführt, womit die Eucharistie auch dazu herausfordert, Versöhnung zu suchen und Spaltungen und Ungerechtigkeit zu überwinden (E 19–21). Für die Feier der Eucharistie, die zumindest jeden Sonntag stattfinden soll (E 31), empfiehlt die Erklärung eine ganze Reihe von grundlegenden Elementen. Dabei ist die Zitierung des Einsetzungsberichts in einen größeren Rahmen eingefasst, zu der (entsprechend der theologischen Deutung) Danksagung, Anamnese, Epiklese, Hingabe der Gläubigen an Gott und Friedensgruß sowie ein Gebet um die Wiederkehr Christi gehören (E 27). Das Kapitel endet mit der Hoffnung, dass die herausgearbeiteten Konvergenzen den Kirchen „ein größeres Maß an eucharistischer Gemeinschaft“ ermöglichen.

### Amtsverständnis
Als Ausgangspunkt für das Amt bzw. die Ämter in der Kirche wird die Berufung des ganzen Volkes Gottes zum Dienst an Gott und den Nächsten herausgestellt (M 1–6). Um diesen allgemeinen Dienst zu ermöglichen, braucht die Kirche das „ordinierte Amt“, d. h. „Personen, die öffentlich und ständig dafür verantwortlich sind, auf ihre fundamentale Abhängigkeit von Jesus Christus hinzuweisen“ (M 8), mit der Aufgabe, „den Leib Christi zu sammeln und aufzuerbauen durch die Verkündigung und Unterweisung des Wortes Gottes, durch die Feier der Sakramente und durch die Leitung des Lebens der Gemeinschaft in ihrem Gottesdienst, in ihrer Sendung und in ihrem fürsorgenden Dienst“ (M 13). Dieses Amt geht auf die Berufung des Apostelkreises durch Christus zurück (M 9–11). Obwohl auch „die Kirche als Ganze als eine Priesterschaft beschrieben werden“ kann, können die ordinierten Amtsträger „zu Recht Priester genannt werden, weil sie einen besonderen priesterlichen Dienst erfüllen“ (M 17). In der Frage der Ordination von Frauen werden die unterschiedlichen Positionen nebeneinander gestellt (M 18). Obwohl anerkannt wird, dass im Neuen Testament keine einheitliche Amtsstruktur vorliegt, wird die zur Zeit der Alten Kirche herausgebildete und seitdem in vielen Kirchen übliche dreistufige Gliederung des Amts in Bischöfe, Presbyter und Diakone „als ein Ausdruck der Einheit, die wir suchen, und auch als ein Mittel, diese zu erreichen“ empfohlen (M 22). Dabei wird unterstrichen, dass das dreifache Amt einer Reform bedarf (M 24) und immer „in einer persönlichen, kollegialen und gemeinschaftlichen Weise ausgeübt werden“ soll (M 26). Um die gegenseitige Anerkennung der Ämter zu ermöglichen, wird an die Kirchen ohne Bischofsamt appelliert, „die bischöfliche Sukzession als ein Zeichen der Apostolizität des Lebens der ganzen Kirche zu akzeptieren“ (M 38, vgl. auch M 53b). Ausführlich wird die Ordination behandelt; sie ist definiert als „ein Handeln Gottes und der Gemeinschaft, durch das die Ordinierten durch den Geist für ihre Aufgabe gestärkt und durch die Anerkennung und Gebete der Gemeinde getragen werden“ (M 40).

## Rezeption und Bedeutung
Die beteiligten Kirchen waren mit der Veröffentlichung um Stellungnahmen gebeten worden, die in großer Zahl eingingen. Eine sehr ausführliche und differenzierte wurde 1987 vom Päpstlichen Rat zur Förderung der Einheit der Christen veröffentlicht. Der ÖRK veröffentlichte die Stellungnahmen auf Englisch in sechs Bänden.
Der Ertrag des Dokuments wird unterschiedlich bewertet. Obwohl das Projekt weitgehend gewürdigt wurde, zeigte sich in den Stellungnahmen, dass viele Kirchen die Aussagen vorrangig im Lichte ihrer spezifischen Tradition bewerteten und nur wenig Anlass zur Korrektur ihrer Lehre oder Praxis sahen. Insbesondere evangelische Kirchen empfanden die Aussagen zu Eucharistie und Amt als hochkirchlich bzw. katholisierend. Orthodoxe Kirchen sahen den Text als zu sehr von westlichem theologischem Denken geprägt. Bei der gegenseitigen Anerkennung der Taufe zwischen den Kirchen und Konfessionen ermöglichte das Dokument Fortschritte (so berief sich die Magdeburger Erklärung von 2007 ausdrücklich auf die Lima-Erklärung), aber die Hoffnung auf eine gemeinsame Feier des Abendmahls zwischen der römisch-katholischen Kirche und den evangelischen Kirchen hat sich bisher nicht erfüllt. Auch im Verständnis des Amtes des Priesters / Geistlichen gibt es noch große Unterschiede.
Dahinter steht das grundsätzlich unterschiedliche Kirchenverständnis, das vor allem die Kirchen der Reformation von den orthodoxen und katholischen Kirchen unterscheidet. Deshalb konzentrierte die Kommission für Glauben und Kirchenverfassung sich seit den späten 1980er Jahren darauf, auch hinsichtlich der Ekklesiologie zu Konvergenzaussagen zu kommen. Der aktuelle Stand der ökumenischen Suche nach einem gemeinsamen Verständnis findet sich in einer Ekklesiologie-Erklärung, die auf der 9. ÖRK-Vollversammlung 2006 in Porto Alegre (Brasilien) verabschiedet wurde, sowie in der 2013 veröffentlichten Studie Die Kirche: Auf dem Weg zu einer gemeinsamen Vision.

## Ausgaben
- Baptism, Eucharist and Ministry (= Faith and Order Paper no. 111). Geneva 1982 (Zugang zur PDF-Datei).
- Taufe, Eucharistie und Amt. Konvergenzerklärungen der Kommission für Glauben und Kirchenverfassung des Ökumenischen Rates der Kirchen. Lembeck, Frankfurt am Main / Bonifatius, Paderborn 91984 (pdf).